# Grupagem

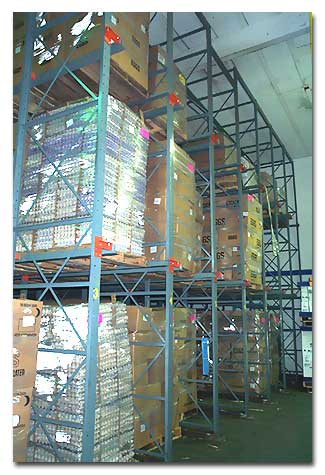
Fig.1 - Exemplo de grupagem, utilizado num armazém

A grupagem ou unitização define-se na logística como uma actividade de valor acrescentado que é realizada em diversas operações logísticas, entre elas no final das linhas de produção, na armazenagem e no transporte, seja na produção, em um armazém ou no centro de distribuição. A actividade de grupagem compreende diversas tarefas distintas. A embalagem dos produtos, o agrupamento, a reparação ou modificação dos produtos são exemplos de tarefas associadas à actividade de grupagem (Tompkins et al., 1998, p. 72).
Um exemplo de grupagem, utilizada nos processos industriais, é a grupagem progressiva. Neste tipo de grupagem, os componentes associados a uma encomenda passam de uma zona para outra, até que os componentes da encomenda fiquem todos reunidos no mesmo local. Os sistemas mais avançados de grupagem só movem o produto de uma zona para outra se existir um SKU na zona de chegada (Frazelle, 2001, p. 164).
Um sistema de produção converte inputs em outputs, sendo o output na maioria dos casos mais valioso em termos de preço de mercado do que o input. A diferente variedade de sistemas de produção pode ser caracterizada pelo input, output e a forma pela qual o input é transformado no output (Kolisch, 2001, p. 1).

## Produção
O sistema de produção por encomenda é definido quando a primeira actividade ocorre. Esta actividade só começa quando é recebido o pedido do cliente e não é influenciado pela previsão da procura. Numa situação de grupagem, o sistema produtivo é do género make-to-stock (MTS), pois pretende-se constituir stocks do produto. O sistema MTS também pode ser designado por assemble-to-forecast (ATF) ou assemble-in-advance (AIA) (Kolisch, 2001, p. 11-12).
O processo de negócio da gestão de produção não é igual para todas as empresas. Deve ser modelado de acordo com as restrições características de cada tipo de sistema produtivo. Os sistemas produtivos podem ser diferenciados através do grau de participação do cliente na constituição do produto final. Existem quatro tipos de produção nos sistemas em análise (Bremer et al., 2000):
1. Produção para constituição de stocks (MTS – Make to Stock) – A produção é baseada na previsão da procura. Nenhum produto é feito por encomenda, pois os pedidos são efectuados com base no stock de produtos acabados. A interacção do consumidor com o planeamento dos produtos é praticamente inexistente. Estes sistemas possuem a vantagem de possuir uma rápida entrega dos produtos, contudo os custos associados aos stocks armazenados podem ser elevados.
2. Grupagem baseada nas encomendas recebidas (ATO – Assembly to Order) – Neste tipo de sistema os subconjuntos, grandes componentes e outros materiais são armazenados até ser recebido o pedido dos clientes. A interacção entre o cliente e o planeamento dos produtos é limitada.
3. Produção baseada nas encomendas recebidas (MTO – Make to order) – A etapa de produção só é iniciada após se ter recebido o pedido de encomenda. Neste caso, faz sentido que a interacção entre o cliente e o produto seja extensiva, podendo o produto sofrer modificações durante a fase de produção. Os tempos de entrega tendem a ser de médio ou longo prazo.
4. Engenharia de acordo com as encomendas recebidas (ETO – Engineering to Order) – É uma extensão do MTO, com o planeamento do produto a ser feito quase exclusivamente de acordo com as especificações do cliente. São feitos produtos bastante personalizados e o nível de interacção com o cliente é muito elevado.

### Sistema ATF
Nesta situação o sistema produtivo produz baseado nas previsões da procura em vez dos pedidos verificados. Assim, uma necessidade do cliente pode ser facilmente satisfeita através do produto armazenado em stock. As razões para se adoptar este sistema de produção passam por prever acertadamente a procura ou no caso do lead time produtivo exceder o lead time do cliente (Kolisch, 2001, p. 12).
Dependendo do número de níveis que o processo possui, pode-se diferenciar grupagem simples ou grupagem multi nível. As operações de grupagem podem ser diferenciadas, consoante for realizada a junção de componentes ou a fracção de componentes. Os sistemas de grupagem podem ser classificados de acordo com a organização da fábrica. Esta organização é composta por empregados que efectuam as tarefas de grupagem, ferramentas, máquinas e estações de trabalho (Kolisch, 2001, p. 13-14):
- Empregados – são os trabalhadores que juntam os diferentes componentes e formam os produtos. Podem utilizar ferramentas móveis ou mesas de trabalho que estão alocadas num determinado sitio;
- Ferramentas – São dispositivos móveis que permitem efectuar operações de montagem de componentes;
- Máquinas – são sistemas estacionários, que permitem efectuar operações de grupagem;
- Estações de trabalho – é o conjunto constituído pelos empregados e pelas máquinas onde são realizadas as operações de grupagem.

### Coordenação
A coordenação das diferentes decisões pode ser abordada de várias formas. A coordenação mais utilizada é a coordenação por ordem hierárquica, onde um nível subordinado recebe instruções de um nível mais avançado. A coordenação hierárquica pode ser melhorada ou até substituída por regras, planeamento e ajustamentos mútuos, bem como a reformulação do conceito de equipa de trabalho. Para coordenações de interfaces são utilizadas outras medidas tal como a gestão de projectos e rotação do trabalho a efectuar (Kolisch, 2001, p. 18-19).
A estrutura hierarquizada divide os problemas gerais da organização em três níveis. Para cada nível existem modelos de decisão que permitem efectuar planeamentos para que a coordenação ocorra sem problemas. Em cada nível existem integrações funcionais (Kolisch, 2001, p. 19).

## Gestão

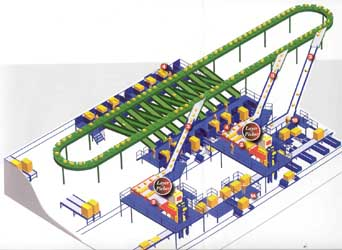
Fig.3 - Modelação de sistema produtivo

Com as crescentes mudanças verificadas nos mercados internacionais torna-se necessário a adopção de novas técnicas de actuação para com os clientes, concorrentes, fornecedores e administração interna. As empresas investem em medidas de melhoria dos seus processos que passam por reengenharia de processos, sistemas de gestão integrados, certificações ISO e sistemas de custeio por actividades desenvolvidas. O objectivo principal passa por aumentar a competitividade da empresa no mercado inserido. Contudo, o resultado destas implementações pode ser prejudicial para a empresa, na medida em que é necessário um elevado investimento e as medidas adoptadas podem ter longos períodos de implementação. É necessário fazer um estudo sobre as actividades, funções, informações e recursos utilizados na empresa. Os planos de negócio são então necessários para que a empresa planifique qual o tipo de negócio a utilizar, identificando o cliente ou mercado alvo (Bremer et al., 2000).

### Modelação
A modelação do processo de negócio representa o fluxo das actividades que ocorrem nas empresas. Através dos processos de negócio é possível materializar as politicas de gestão, os fluxos de documentos e informações, os procedimentos operacionais e os processos de produção. A modelação dos processos de negócio tem como objectivo os seguintes aspectos (Bremer et al., 2000):
- Melhorar o plano de funcionamento da empresa;
- Organizar o fluxo de informação;
- Armazenar o conhecimento adquirido e o know how da empresa;
- Simular o comportamento da empresa;
- Constituir uma base de suporte que permita tomar decisões ao nível operacional;
- Controlar, coordenar e monitorizar secções da empresa.

Através destes aspectos, é possível elaborar uma perspectiva singular sobre os aspectos comportamentais e organizacionais (Bremer et al., 2000).

### Modelos de referência
Os modelos de referência, que podem ser desenvolvidos em situações reais ou através de estudos teóricos, caracterizam os vários aspectos de um processo de negócio. Estes modelos podem ser modelos de implementação de software ou modelos de gestão da produção e desenvolvimento de produtos. Os modelos de referência podem ser especializados de acordo com o mercado, segmentos ou outras áreas. O sector automóvel, alimentar ou aeroespacial são exemplos desses mercados (Bremer et al., 2000).
O modelo de referência tem como principal objectivo dotar a empresa de soluções para os seus processos de negócio, para que a partir daí seja especificado o modelo detalhado da empresa. Os principais fornecedores de modelos de referência são as empresas de consultoria e empresas de software. As vantagens, para uma organização, em constituir modelos de referência são as seguintes (Bremer et al., 2000):
- Redução de tempo e custo no desenvolvimento de modelos;
- Melhores práticas empresariais;
- Melhor suporte para implementação de sistemas de gestão integrados.

### Processo de desenvolvimento
O desenvolvimento de modelos de referência é faseado por etapas. A etapa inicial consiste em efectuar o levantamento das tipologias de produção utilizadas pela organização. Depois são definidos os subprocessos que constituem o processo de gestão da produção. Estes subprocessos passam por elaborar o planeamento agregado da produção, gestão de recursos, planeamento da produção e controlo da produção. Após esta fase é efectuado o levantamento das actividades e informações necessárias no modelo de referência. Por fim reúne-se toda a informação de modo a permitir o desenvolvimento do modelo (Bremer et al., 2000).

#### Plano agregado de produção
O plano agregado de produção deve ser elaborado após o plano agregado de vendas ser efectuado. O plano de produção integra todas as decisões a tomar, que podem ser financeiras, de vendas ou de engenharia. O plano de produção permite visualizar os recursos necessários para efectuar o plano estratégico da empresa, bem como o impacto das influências macroeconómicas. Este plano, contudo, não é uma previsão da procura, mas sim uma produção planeada, feita numa base agregada (Bremer et al., 2000).

#### Gestão de materiais
A gestão de materiais é composta essencialmente por dois conjuntos de actividades (Bremer et al., 2000):
- Estabelecimento de politicas de stock – visa estabelecer o modo através do qual se vai efectuar o planeamento e controlo do stock. Os factores que influenciam a implementação desta politica são o custo de produção ou de compra e a importância dos componentes na composição do produto final;
- Cálculo das necessidades líquidas de cada componente – é efectuado com base na politica de armazenagem adoptada. São necessárias informações sobre o consumo, custo de produção e custo de armazenagem.

#### Planeamento e controlo da produção
As actividades de planeamento e controlo da produção estão relacionadas com a gestão das actividades constituintes do processo produtivo. O Production Activity Control (PAC) tem como objectivo controlar as tarefas individuais nos centros de trabalho. O processo de planeamento está relacionado com os seguintes aspectos (Bremer et al., 2000):
- Registo gerado pelo cálculo das necessidades de materiais;
- O plano de capacidade da fábrica;
- O status da ordem.

O planejamento de materiais indica as necessidades a serem produzidas, e o plano de capacidade mostra a capacidade disponível para o planeamento. Estes sistemas de planeamento da produção utilizam algoritmos matemáticos como base de suporte, tornando indispensável o uso de sistemas computacionais sofisticados (Bremer et al., 2000).
As atividades de controlo da produção têm inicio no final de uma operação e possuem como objectivo a monitorização da informação. Operações como o tempo gasto no setup da máquina, o tempo de processamento operacional, o numero de peças utilizadas durante o setup ou o numero de peças produzidas com defeito são exemplos dessa monitorização. Estas informações permitem o cálculo dos custos produtivos e a capacidade disponível de produção (Bremer et al., 2000).

### Aplicações
O modelo de referência utilizado pela empresa tem várias aplicações que permitem à empresa obter uma solução inicial de processos de negócio. Consoante os objectivos da empresa, o modelo de referência irá ser adaptado às realidades emergentes da empresa. Existem modelos que dão maior importância às informações e actividades que compõem o processo de gestão da produção. Estes modelos permitem a implementação de sistemas ERP e suporte e gestão necessários para o processo de gestão da produção (Bremer et al., 2000).

## Níveis de decisão

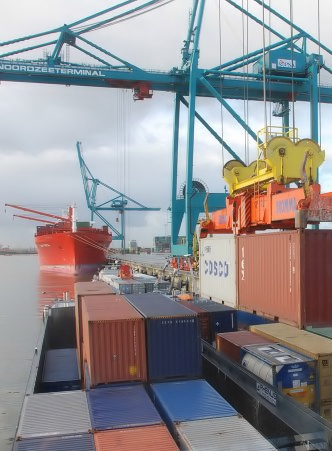
Fig.5 - Grupagem de contentores num cais

Pode-se considerar três níveis de decisão num sistema produtivo, que precede a actividade de grupagem (Kolisch, 2001, p. 3-4):
- Selecção dos requisitos – O sistema produtivo não pretende satisfazer as necessidades do mercado mas sim dos clientes individualmente. Desta forma, os requisitos têm de ser organizados de forma a verificar-se um equilíbrio entre os recursos da empresa e os requisitos dos clientes;
- Planeamento da produção – O processo de produção e grupagem deve ser coordenado cuidadosamente de forma a satisfazer as necessidades ao menor custo possível. A matéria-prima deve ser adquirida, transformada em subprodutos que por sua vez dão origem ao produto final;
- Calendarização das operações - Assim que a fase de compra e produção for iniciada, as operações de grupagem devem ser calendarizadas para poderem ser iniciadas.

### Vantagens
A grupagem, como actividade que permite controlar o fluxo de bens com exactidão, possui algumas vantagens (Shenker, 2007):
- Os bens estão disponíveis para venda, transformação ou produção em períodos de tempo curto;
- É utilizado um sistema de etiquetagem, que permite um processamento da encomenda de uma forma mais eficiente.

### Riscos
Na grupagem não existem reduções drásticas da capacidade de planeamento nem coordenação entre o planeamento das operações e a calendarização das mesmas. Como consequência, os problemas resultantes tornam-se visíveis quando é realizada a grupagem do produto final. Estes problemas podem originar deficiências de qualidade no produto, atrasos de entrega do produto e consequentemente lucros menores (Kolisch, 2001, p. 4).
O processo de gestão dum sistema produtivo apresenta três problemas principais, que podem por em causa o processo produtivo (Kolisch, 2001, p. 1):
- Características das instalações – afecta decisões relativamente a investimento a curto/longo prazo que são tomadas com base na localização da fábrica, o layout, o tipo e capacidade de recursos, bem como o nível produtivo e a capacidade dos operadores;
- Planeamento das necessidades de materiais – influencia a colocação dos recursos disponíveis de forma a que a empresa alcance os objectivos pretendidos. Este facto inclui técnicas de previsão e conhecimento de dados sobre a procura;
- Calendarização da produção – mostra em detalhe as operações efectuadas e máquinas envolvidas no plano de produção.

## Custos
As encomendas a expedir organizam-se em grupos de pequena quantidade com o objectivo de diminuir os custos associados ao transporte e recepção da encomenda. É utilizado um meio de transporte para que os custos não sejam elevados. Os custos são então calculados com base nas diversas encomendas constituídas. Esse cálculo é efectuado com base no peso e volume de cada encomenda enviada. São então elaboradas tarifas com o respectivo preçário. Essas tabelas informativas são elaboradas através da seguinte maneira (Vivas, 1999):
- Custos directos de transporte – são fixos relativamente à unidade considerada a transportar;
- Custos indirectos – são fixos para a actividade de grupagem no geral.

A grupagem baseia-se na lei do custo decrescente, pelo que os custos totais abrangem dois grupos distintos (Vivas, 1999):
- Custos fixos – correspondentes aos custos que são independentes da quantidade transportada através da grupagem;
- Custos variáveis – calculados através do produto do custo pela unidade transportada.

Matematicamente, os custos directos são dados pela seguinte relação (Vivas, 1999):
- {\displaystyle \mathbb {C} } = Custo unitário.

- {\displaystyle \mathbb {Q} } = Quantidade de unidades transportadas.

```
                         

  

    

      

        

          

            
C

          

          

            
t

          

        

        
 

        
=

        
 

        

          
Q

        

        
 

        
.

        
 

        

          
C

        

      

    

    
{\displaystyle \mathbb {C} _{t}\ =\ \mathbb {Q} \ .\ \mathbb {C} }

  

```

O custo total da grupagem será então a soma dos custos directos com os custos indirectos (Vivas, 1999):
- {\displaystyle {\boldsymbol {\alpha }}} = Custos independentes da quantidade transportada (constantes).

```
                         

  

    

      

        

          
C

        

        
 

        
=

        
 

        

          
α

        

        
 

        
+

        
 

        

          

            
C

          

          

            
t

          

        

      

    

    
{\displaystyle \mathbb {C} \ =\ {\boldsymbol {\alpha }}\ +\ \mathbb {C} _{t}}

  

```